# Sonate K. 479
La sonate K. 479 (F.423/L.S.16) en ré majeur est une œuvre pour clavier du compositeur italien Domenico Scarlatti.

## Présentation
La sonate K. 479, en ré majeur, notée Allegrissimo, forme une paire avec la précédente. Une grande réussite d'entre les dernières sonates que recommande Ralph Kirkpatrick parmi une petite dizaine. Scarlatti inverse la norme en plaçant un menuet lent en premier, suivi d'une pièce brillante. À la mesure 36, le compositeur brise la première section par une mesure à vide, puis par un arpège en do majeur, le discours change de perspective.

## Manuscrits
Le manuscrit principal est le numéro 26 du volume XI (Ms. 9782) de Venise (1756), copié pour Maria Barbara ; les autres sont Parme XIII 26 (Ms. A. G. 31418), Münster I 14 (Sant Hs 3964) et Vienne C 13 (VII 28011 C). Une copie figure à la Morgan Library, manuscrit Cary 703 no 122,.

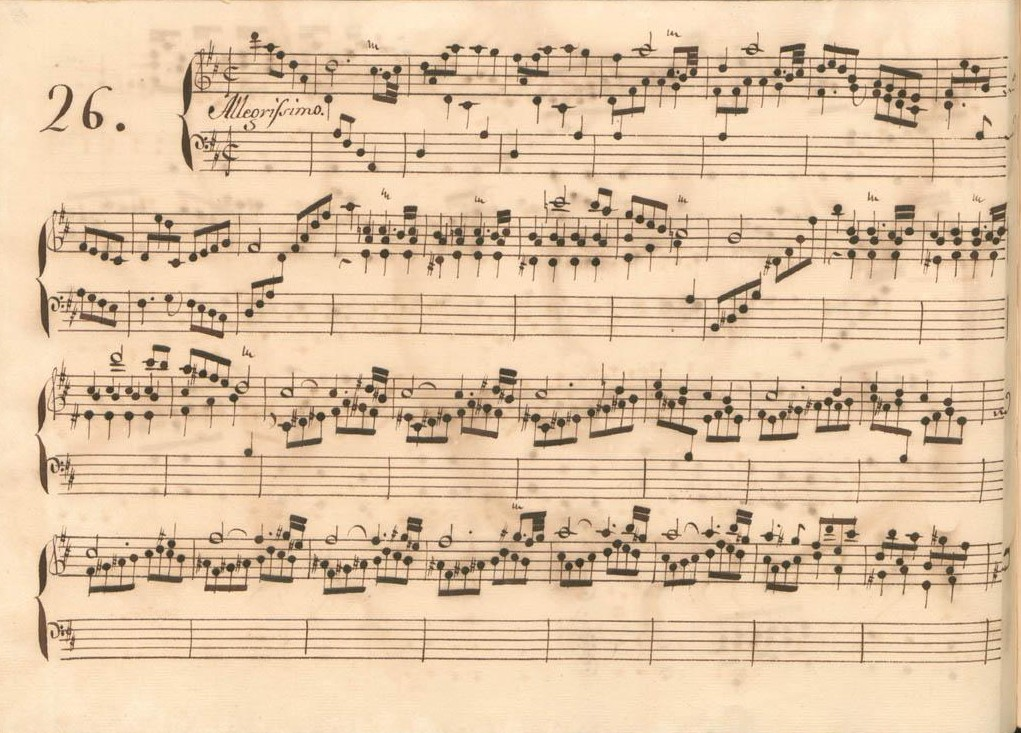
Parme XIII 26.
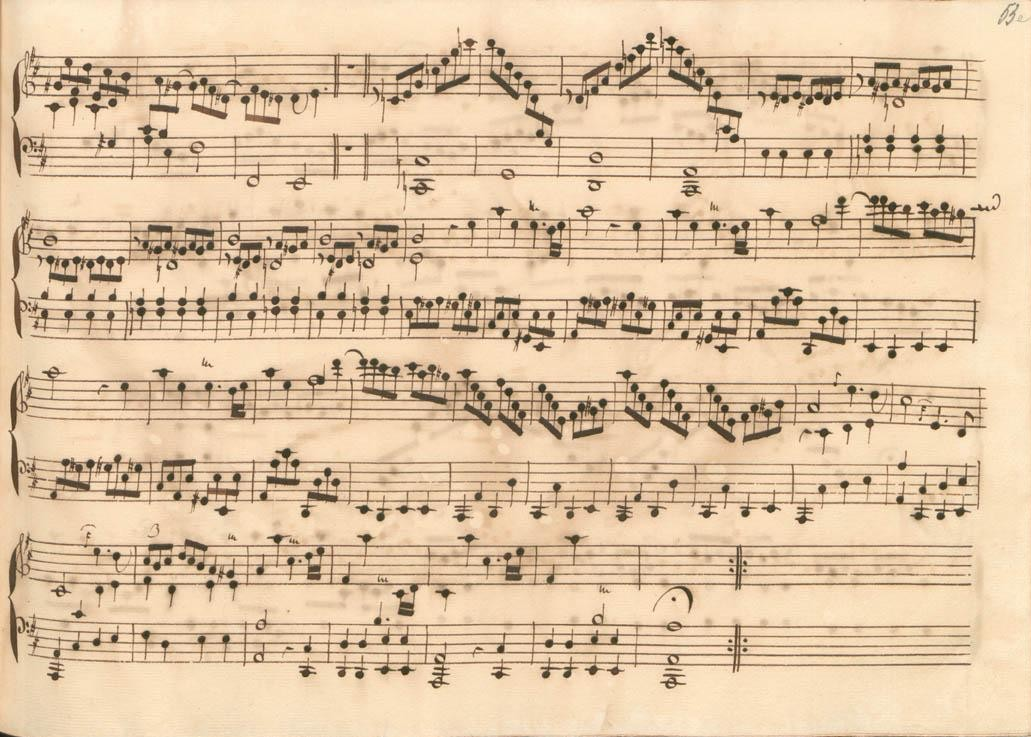
Parme XIII 26 (fin de la première section).
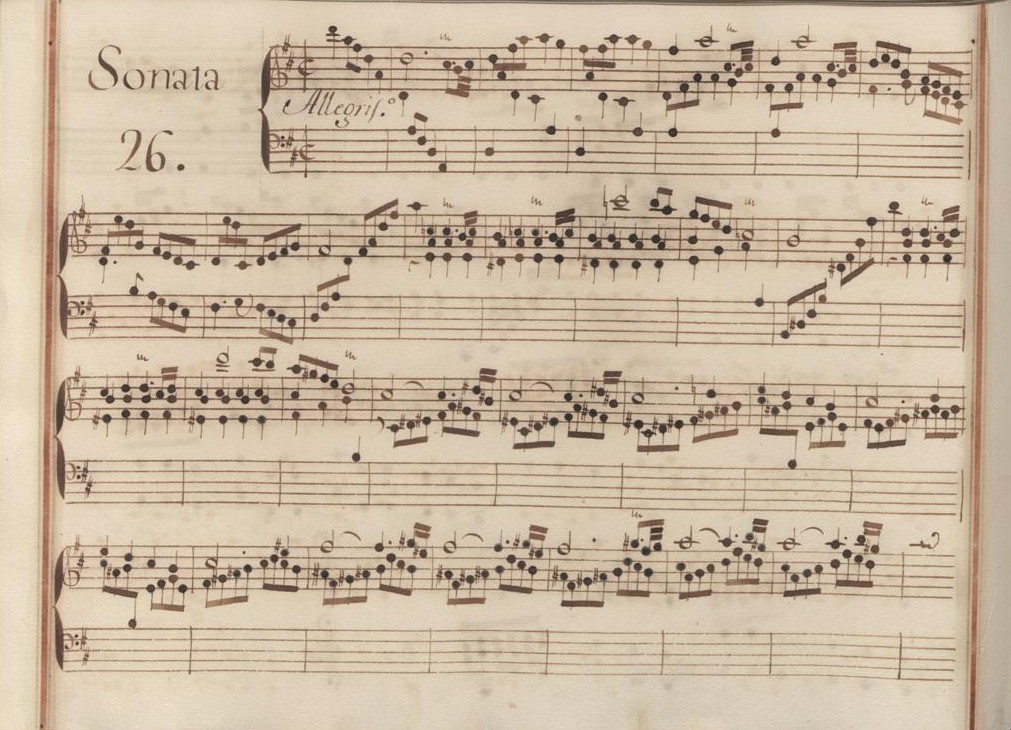
Venise XI 26.
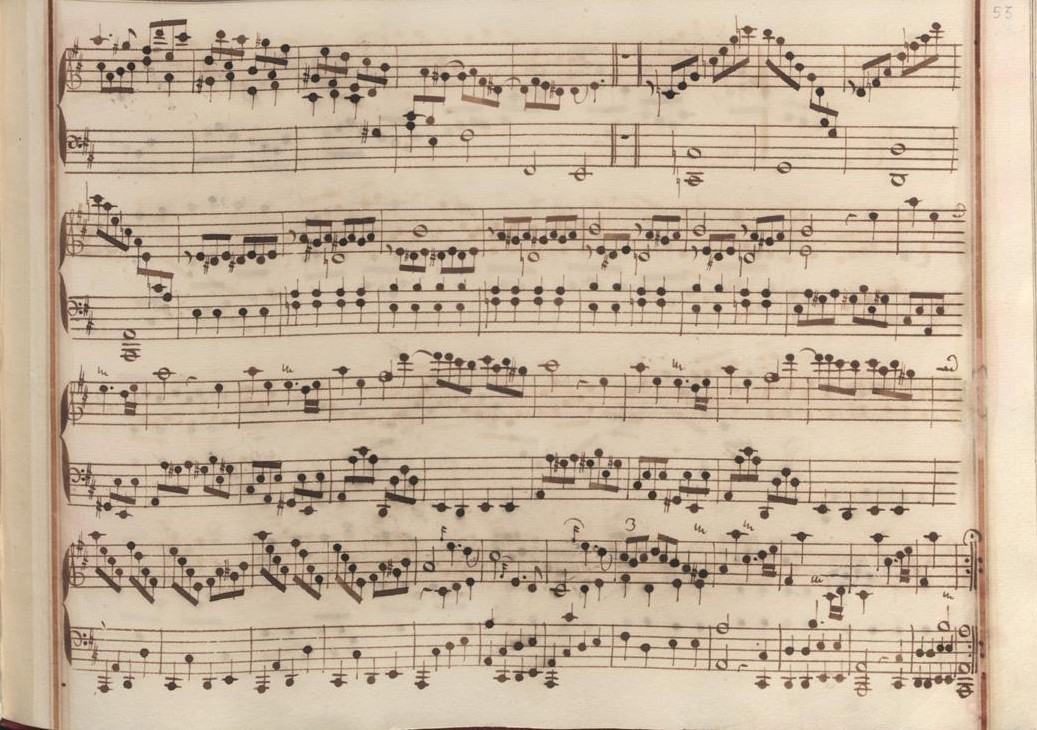
Venise XI 26 (fin de la première section).
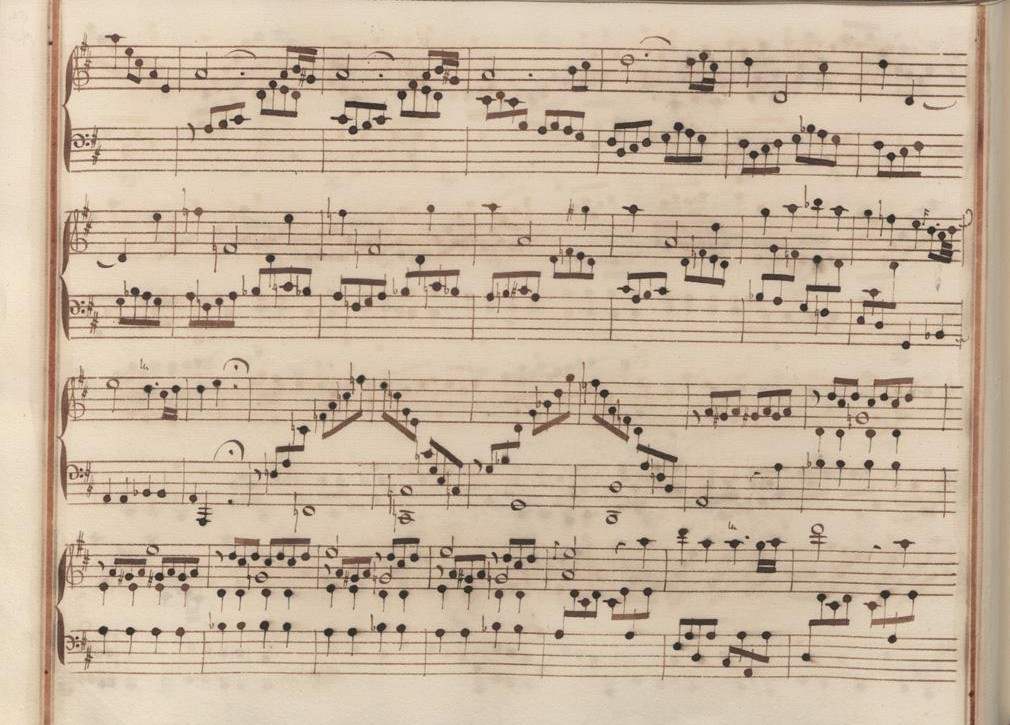
Venise XI 26 (début de la seconde section).
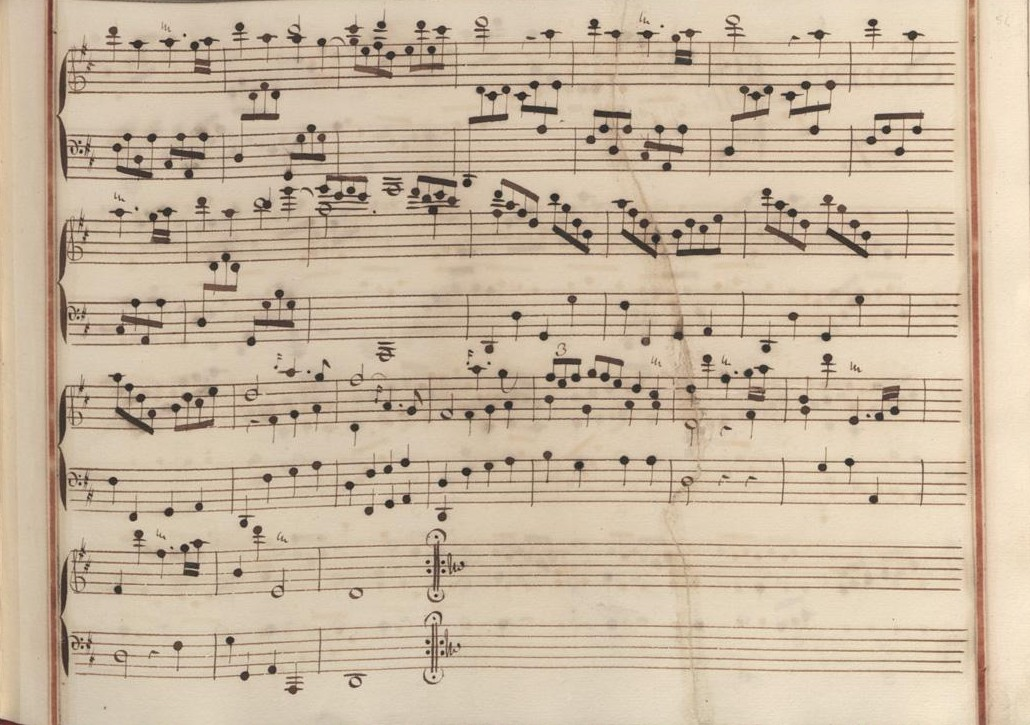
Venise XI 26 (fin de la sonate).

## Interprètes
La sonate K. 479 est défendue au piano, notamment par Konstantin Scherbakov (2000, Naxos, vol. 7), Ievgueni Soudbine (2015, BIS) et Carlo Grante (2016, Music & Arts, vol. 5) ; au clavecin, elle est jouée par Ralph Kirkpatrick (1966, Archiv), Scott Ross (1985, Erato), Trevor Pinnock (1986, Archiv), Colin Tilney (1995, Music & Arts), Richard Lester (2004, Nimbus, vol. 4) et Pieter-Jan Belder (2007, Brilliant Classics, vol. 11).

## Sources
: document utilisé comme source pour la rédaction de cet article.
- Ralph Kirkpatrick (trad. de l'anglais par Dennis Collins), Domenico Scarlatti, Paris, Lattès, coll. « Musique et Musiciens », 1982 (1re éd. 1953 (en)), 493 p. (ISBN 978-2-7096-0118-4, OCLC 954954205, BNF 34689181).
- Alain de Chambure, « Domenico Scarlatti, Intégrale des sonates — Scott Ross », Erato/Éditions Costallat (2564-62092-2 (livret : 2292-45309-2)), 1985 (OCLC 891183737) .
- (es) Celestino Yáñez Navarro (thèse), Nuevas aportaciones para el estudio de las sonatas de Domenico Scarlatti. Los manuscritos del Archivo de Música de las Catedrales de Zaragoza, Université autonome de Barcelone, 2016 (lire en ligne)
- (en) Carlo Grante, « Domenico Scarlatti, intégrale des sonates pour clavier (vol. 5) », Music & Arts (CD-1294), 2017 (OCLC 1079366528) .